# Arthur Grady
Arthur Robert Grady (Londra, 5 agosto 1922 – Londra, giugno 1995) è stato un pallanuotista britannico.
Ha disputato le Olimpiadi di Melbourne 1956.